# Landschaftsschutzgebiet Hahnberg

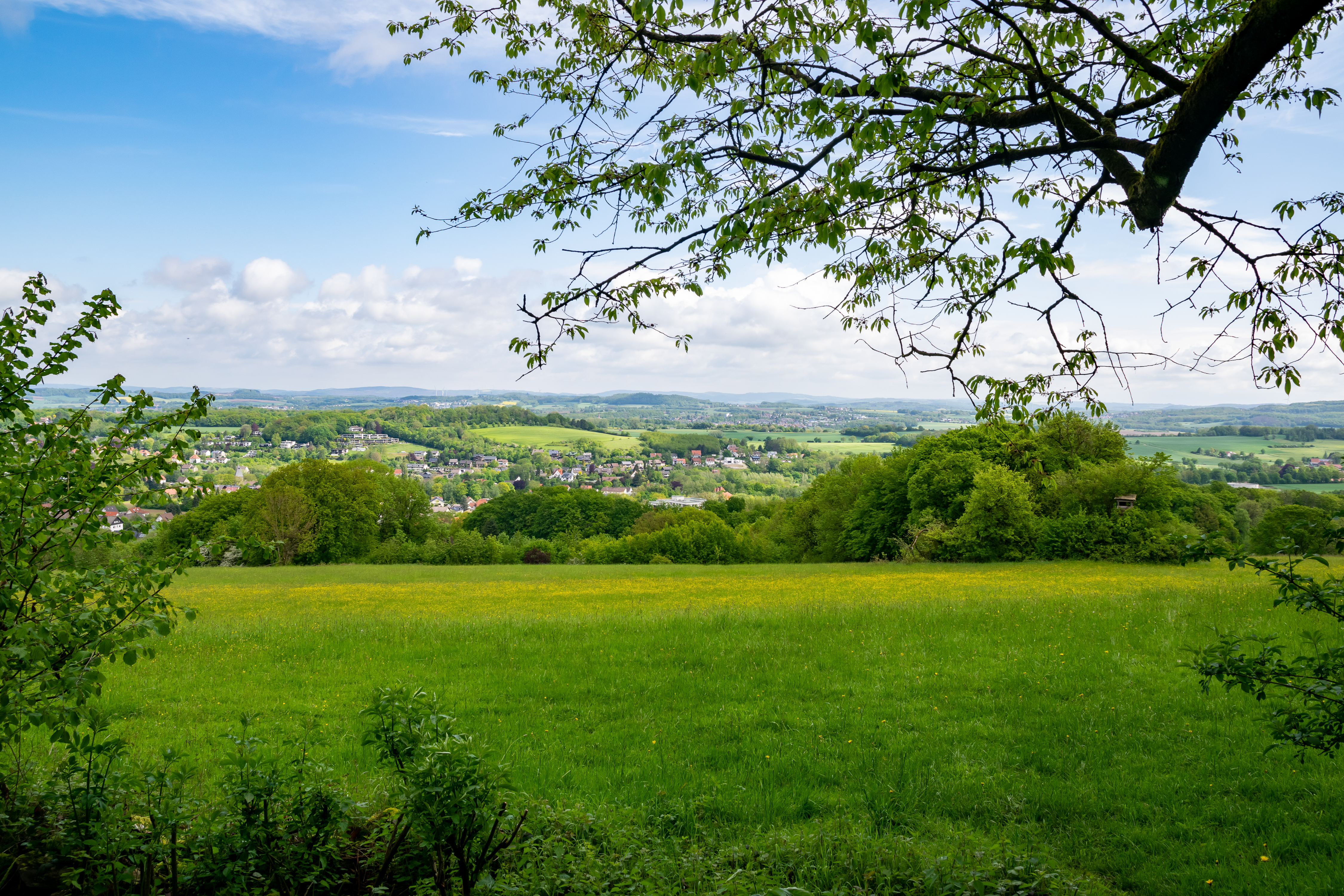
Landschaftsschutzgebiet Hahnberg

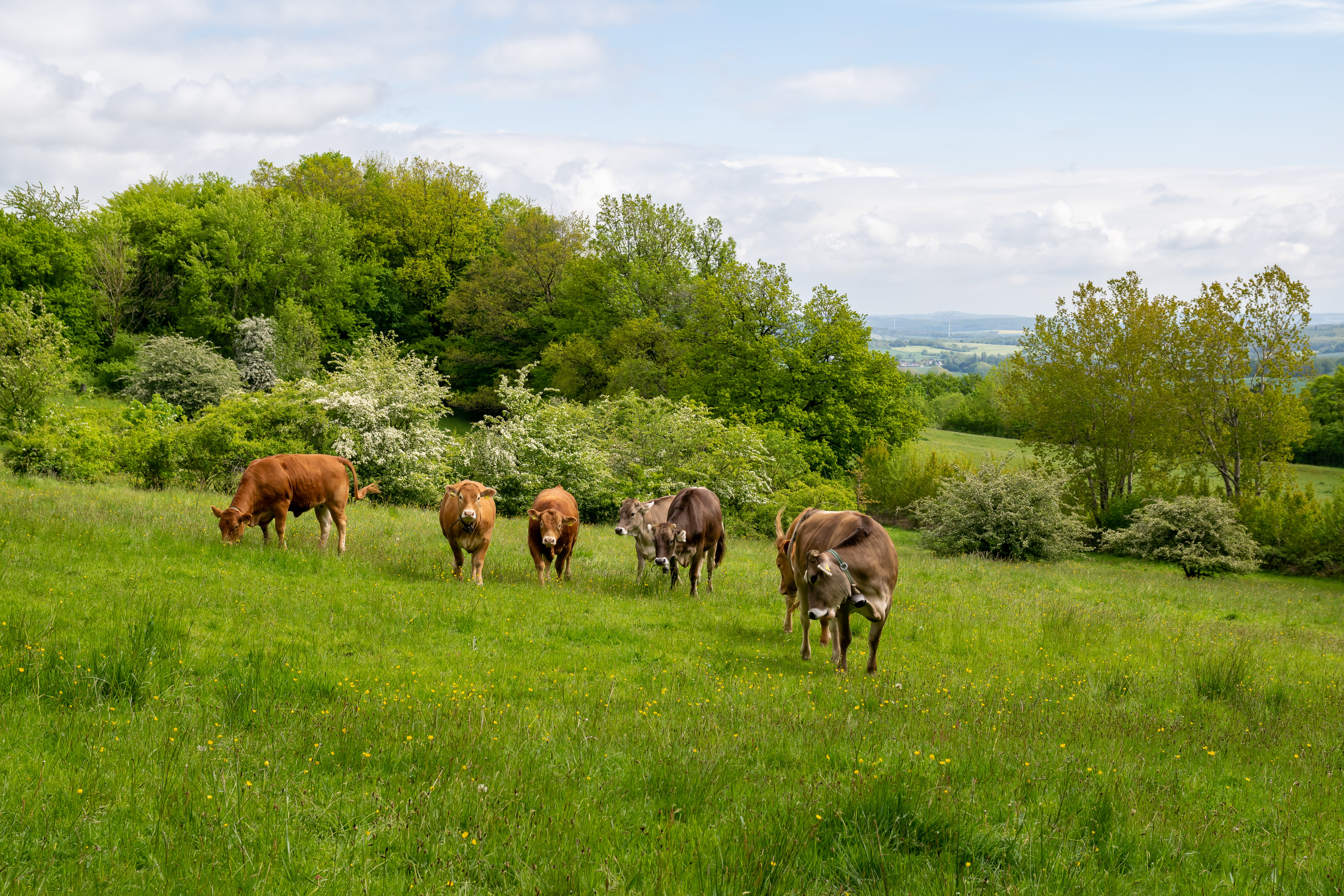
Rinder im Landschaftsschutzgebiet

Das Landschaftsschutzgebiet Hahnberg mit etwa 72 ha Flächengröße liegt im Stadtgebiet von Detmold südwestlich von Heiligenkirchen. Es wurde 2006 mit dem Landschaftsplan Detmold durch den Kreistag des Kreises Lippe als Landschaftsschutzgebiet (LSG) ausgewiesen. Die Bebauung grenzt an vielen Bereichen direkt an das LSG.

## Beschreibung
Das LSG umfasst einen Biotopkomplex am Hahnberg. Im Landschaftsschutzgebiet Hahnberg liegen Waldflächen und Offenland-Biotope. Im Südwesten in einem nordexponierten Erlenwald gibt es zwei Quellbäche. In aufgestauten Bereichen der Bäche haben sich Amphibiengewässern entwickelt. Die Krautschicht des Waldbereichs ist sehr artenreich und mit zahlreichen kalkzeigende Arten. Auch Orchideen kommen im Schutzgebiet vor.
Zum Wert des Schutzgebietes führt der Landschaftsplan aus: „Es ist ein hervorragend erhaltener Komplex einer Kulturlandschaft im Bereich der Stadt Detmold. Derartig ausgeprägte Strukturen sind an keiner zweiten Stelle im Plangebiet zu finden.“

## Schutzzwecke für das LSG
Laut Landschaftsplan erfolgte die Ausweisung des LSG
- „zur Erhaltung und Wiederherstellung der Leistungsfähigkeit des Naturhaushaltes in ökologisch besonders wertvoll strukturierten Bereichen mit Wasser-, Klima- und Biotopschutzfunktionen,“
- „zur Erhaltung und Wiederherstellung von Quellbereichen und naturnahen Fließgewässern, Wald- und Grünlandbereichen unterschiedlicher Feuchtestufen, Feldgehölzen, Hecken und Obstwiesen,“
- „zur Erhaltung morphologisch ausgeprägter Bereiche zur Sicherung der landschaftlichen Eigenart und Vielfalt für die Erholung,“
- „zur Erhaltung wertvoller Biotopkomplexe aus Wald-Grünlandbereichen, Fließgewässern und Quellen sowie Biotopen nach § 62 LG mit wichtigen Refugial-, Puffer-, Trittstein- und Vernetzungsfunktionen,“
- „zur Erhaltung und Wiederherstellung wichtiger Rückzugsräume für die bedrohte Tier- und Pflanzenwelt,“
- „zur Sicherung der das Orts- und Landschaftsbild gliedernden und belebenden und die dörflichen Siedlungsstrukturen prägenden Freiraumelemente.“[1]

## Rechtliche Vorschriften
Im Landschaftsschutzgebiet ist unter anderem das Errichten von Bauten und Fischteichen verboten. Grün- und Brachland darf nicht in eine andere Nutzungsart umgewandelt oder umgebrochen werden.